# جيمس مكنيل ويسلر
جيمس مكنيل ويسلر، (بالإنجليزية: James McNeill Whistler). فنان أمريكي المولد يتحدر من سلف إيرلندي ـ اسكتلندي. ولد في لوويل، الولايات المتحدة الأمريكية، عام 1834. وتوفي في لندن 1903. قضى معظم حياته في أوروبا، انتسب إلى الأكاديمية العسكرية، ولكنه سرعان ما تخلى عن الخدمة في الجيش وتفرغ للفن. وجعلته لوحاته ـ ذات الخطوط المموجة والموهبة الذكية والطبيعية المتمردة، ذا شهرة عالمية. من أبرز أعماله المعروفة هي: التجهيز بالداكن والأسود رقم (1)، لوحة الأم ويسلر (1871م)، التي تسمى غالباً (والدة ويسلر).

## نشأته وحياته

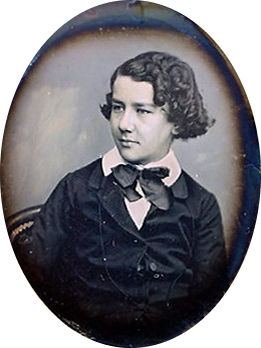
ويسلر 49-1847

بورتريه ويسلر في الأستوديو الخاص به عام 1865.

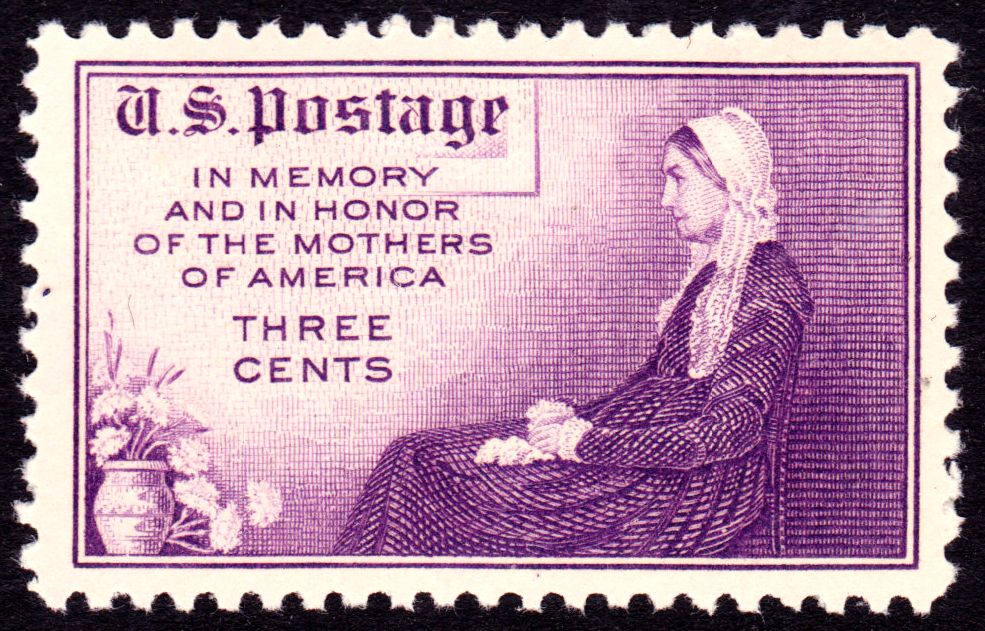
طابع بريد عن لوحة الأم ويسلر أشهر أعمال ويسلر، أصدر عام 1943.

ولد جيمس ويسلر في ماساتشوسيتس، ورحل إلى باريس في سن الحادية عشر، يحدوه الأمل أن يصبح فنانا. واستقرت حياته الفنية في لندن. ولم يعد أبدا إلى موطنه الأصلي. وبمرور السنين، أصبح واحدا من أكثر الرسامين تقدمية من الناحية الفنية في القرن التاسع عشر.
أمضى فترة من طفولته في سان بطرسبورغ في روسيا بصحبة والده الذي كان يعمل هناك مهندساً مدنياً. أُرسل إلى لندن لأسباب صحية، وبعد إقامة قصيرة فيها عاد إلى الولايات المتحدة وانتسب إلى الأكاديمية العسكرية، ولكنه سرعان ما تخلى عن الخدمة في الجيش وتفرغ للفن.
قضى ويسلر معظم حياته في أوربا وعاصر أشهر فناني عصره وكان يعرض في صالون دي فوس في باريس وكانت أعماله مرفوضة، ويعتبر وستلر من مبكري الانطباعيين بنى نفسه باسلوبه الخاص والمميز فرض على نفسه العزلة المطبقة لكنه كان واثقا من انتصاره. فقد مثل كثير من أبناء بلده مفتوناً بباريس التي وصل إليها عام 1855. بهدف دراسة التصوير، وسرعان ما تمثل أسلوب الحياة البوهيمية والغجرية وتعلّق بحركة الحداثة في الرسم الفرنسي ضمن رؤيته الواقعية، وتزامل في باريس مع عدد من الفنانين وهم: غوستاف كوربيه وهنري فانتان لاتور وفرانسوا بونفان.
وقد ظهرت المسحة الواقعية في أعماله المبكرة بوضوح، وتجلى ذلك في صورته الشخصية عام 1857 - 1858، وفي اثني عشر عملاً غرافياً مطبوعاً بعنوان «طبيعة». في الستينات من القرن التاسع عشر تنقل بين لندن وباريس، وزار بريتاني عام 1861 وبياريتز عام 1862 وهناك رسم مع كوربيه وأظهر عشقه للبحر، وقد ظهر ذلك في دراساته ذات الحجم الصغير بالألوان الزيتية والمائية. في عام 1863 استقر في لندن مغرماً بمناظرها الآسرة خصوصاً بنهر التايمز، وأنجز كثيراً من أعمال الحفر العميق في الموضوع نفسه، وقد نالت أعماله إعجاب الناقد والشاعر شارل بودلير عندما التقيا في باريس.

## الظهور
تعرّف ويسلر إبان إقامته في لندن مجموعة من الفنانين المعروفين مثل: دانتي جابرييل روزيتي وألبرت مور، كما عاش حياة بوهيمية حرة، وانغمس في أجواء التهريج والتسلية، وصار خطيباً معروفاً في لندن. وذاع صيت ويسلر بسبب صوره الشخصية وتصويره مدينة لندن ليلاً، إضافة إلى رسومه المحفورة والمطبوعة بطريقتي الحفر العميق على المعدن والطباعة الحجرية ليتوغراف. كان معروفاً بإبداعه المتميّز في تنظيم العلاقات بين الرمادي والأسود، ومثال ذلك صورة والدته (لوحة الأم ويسلر) عام 1871 - 1872. كان ويسلر إضافة إلى براعته في التصوير والحفر باحثاً في علوم الفن، وقد كانت لأبحاثه النظرية أهمية كبيرة في تعريف المجتمع الإنكليزي طبيعة الفن الفرنسي الحديث.

## فلسفته
باعتبار ويسلر مهاجراً، لم يتأثر بالميل الأمريكي نحو إضفاء هدف أخلاقي على الفن. وفي الواقع، فقد بالغ في ذلك حيث اعتنق فلسفة الجمالية، أو «الفن من أجل الفن». والتي تعتبر الجمال هو الهدف الوحيد للفن. فاعماله تتصف برقة وشاعرية خاصة، ولها تميز فنى منفرد ولا يضاهيه أي فنان أخر. لقب بعده القاب بالرومانسي الواقعى والتأثيرية العائدة، ولكنه في الحقيقة انسان موهوب بشاعرية مرهفة واحساس موسيقى لدرجات الالوان في لوحاته. فهو لا يستخدم ألوان الظل الجاهزة، أو استخدام اللون الاسود من الانبوبة مباشرة، بل يقوم بمزج اللون البديل للأسود، مثله مثل الراحل لوسيان فرويد، ولكن مع ويسلر يلاحظ حساباته الخاصة والدقيقة في الفروقات في درجات اللون والإيقاع الخاص، أو الهارمونى العام لتجانس الالوان واللوحة عند ويسلر هي مجمع لدرجات ومشتقات الازرق الغامق «الانديجو»، وهذا اسم اللون، ومع استمرار الغوامق تمتد درجات ماهو مظلم إلى ان تصل إلى درجات ماهو ساطع. لكنه سطوع غير زاعق بل سطوع هادئ وحكيم. فقد انتقل بأعماله في فترة مبكرة من الأسلوب الأكاديمي تمامًا مطورا نفسه إلي طرق فريدة تقوم علي جمال اللون والضوء. وتتميز مناظره باحترافية في السيطرة علي التون واللون، كما تتميز بورتريهاته بالرقة والأناقة.

## المعارض

لوحة الأم ويسلر أشهر أعمال ويسلر

نجح ويسلر نجاحاً كبيراً في معرضه بباريس الموسوم بـ «التناغم»، وكذلك في معرض «الفتاة البيضاء» عام 1883، وقد اتضح من أعماله تلك أنه ممثل حقيقي للواقعية، وظهر تأثره بحركة ما قبل الرافائيلية «ر. رافايلو (جماعة ماقبل)» التي بدأت في بريطانيا عام 1848. وتجلت حياته المبدعة مابين الأعوام 1860 - 1870، وفي تلك الفترة أخذ يضع للوحاته عنوانات موسيقية مثل «التآلف أو الانسجام»، وكان يرنو في تصويره إلى إثبات نظريته في أن الحس الموسيقي حالة وجدانية تحرّك مشاعره للتمتع بالمناظر التي يرى أنها زاخرة بالإحساس الموسيقي مثل المناظر الليلية «مناظر لندن»، وكان يعتقد أن مثل تلك الموضوعات تدفع المصور إلى الإمساك بالقلم وتسجيل انطباعاته عبر الرسوم السريعة التي كانت تؤلف أرضية خصبة وغنية يعود إليها فيغمس فرشاته في ذلك السائل اللوني الغزير والممدد ويفرشه على سطح القماش أو الورق بضربات فرشاته السريعة كالتي يقوم بها فنانو الخط في بلاد الشرق ملمحاً إلى الفنانين الصينيين واليابانيين.

## الصور الشخصية

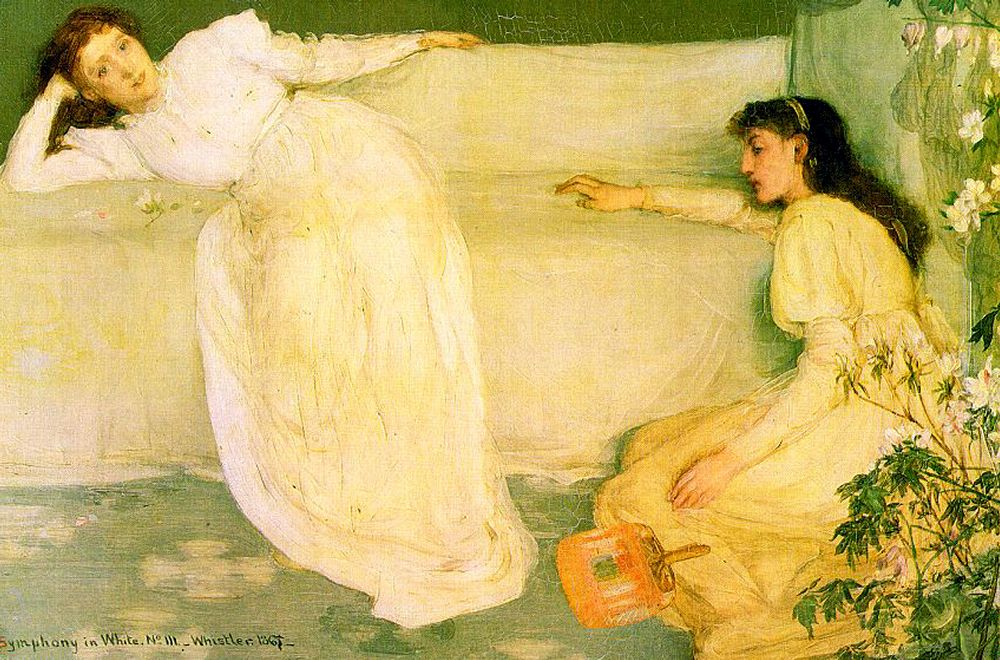
«سيمفونية بالأبيض» من أعمال ويسلر، (1867)

عكف ويسلر في السبعينات من القرن التاسع عشر وما بعدها بتصوير الوجوه (الصور الشخصية)، وقد أنجز عدداً من الصور الرائعة في مجموعة (تنظيم الأسود والرمادي) رقم 1 مثل صورة والدته لوحة الأم ويسلر، وصورة الآنسة سيسلي ألكسندر في مجموعة (انسجام الرمادي مع الأخضر) عام 1873، وصورة «توماس كارلايل» عام 1873 في مجموعة (ترتيب الرمادي مع الأسود) رقم 2. وصورة السيدة ليلاند في مجموعة (تناغمات لون البشرة مع الأحمر القرنفلي أو الوردي)، وقد كانت هذه الصورة لافتة للانتباه برونقها الجمالي، ومن نماذجه المحببة في التبسيط وجمال الألوان التي تذكر بثقافة القرن السابع عشر ولاسيما بالفنان دييغو فيلاسكيز. صوّر ويسلر غرفة (الطاووس) للأمير في لندن، ونجح في مسابقة لتزيين غرفة في أحد قصور ليفربول وخصوصاً في تزيين أثاثها المصنوع من الجلد. وفي عام 1919 صارت هذه الغرفة صالة عرض حرة للفن.

## شهرة واسعة
تغيرت حياة ويسلر عام 1877. حين تقدّم بدعوى ضد جون رسكين كاتب علم الجمال المعروف الذي وجه إليه انتقادات لاذعة إلى حدّ التشهير به، وندد بلوحتيه: «مشهد في الليل بالأسود والذهبي» و«سقوط السهم الناري» (1874). ربح ويسلر الدعوى ولكن تعويضه لم يتجاوز دريهمات معدودات، وقد اضطر عام 1879 إلى إعلان إفلاسه وعجزه عن تسديد ديونه لأحد البنوك، فقرر الرحيل والتخلي عن منزله الجميل في تشيلسي، وسافر إلى البندقية مع صديقته مود فرانكلين ومكث فيها أربعة عشر عاماً برز في أثنائها فناناً لامعاً وحيداً بين جمهرة من الفنانين الغرباء المقيمين فيها، واستعمل في تلك الفترة ألوان الباستل Pastels والألوان المائية ونادراً ما كان يرسم بالألوان الزيتية، واشترك في مسابقات أعمال محفورة لمصلحة جمعية الفنون الجميلة، فثمة أكثر من خمسين لوحة مطبوعة نالت شهرة واسعة تصور مناظر من البندقية، وكانت هذه الأعمال سبباً في نجاحه في لندن حينما عرض فيها بعد عودته إليها عام 1880 و1883، ثم تابع عمله في تصوير الشخصيات.

## أعماله والمؤلفات
جدول يوضح أعمال الفنان ويسلر الفنية واماكن تواجدها والتواريخ:
| أسم العمل                                               | التاريخ     | العمل متواجد حالياً في                          | الأسم بالإنجليزي                                                 |
| والدة ويسلر (الترتيب في الرمادي والأسود)                | (1871)      | متحف أورسيه، باريس                             | Whistler's Mother                                                |
| غرفة الطاووس (الوئام في الأزرق والذهبي)                 | (1876-1877) | المعرض الوطني للفنون (واشنطن)                  | The Peacock Room                                                 |
| سيمفونية بالأبيض (رقم 1)، (الفتاة البيضاء)              | (1861)      | المعرض الوطني للفنون (واشنطن)                  | Symphony in White, No. 1: The White Girl                         |
| سيمفونية بالأبيض (رقم 2)، (الفتاة البيضاء الصغيرة)      | (1861)      | تيت غاليري، لندن                               | Symphony in White, No. 2: The Little White Girl                  |
| سيمفونية بالأبيض (رقم 3)                                | (1865-1867) | معهد باربر للفنون الجميلة، برمنغهام            | Symphony in White, No. 3                                         |
| الترتيب في الوردي والأحمر والبنفسجي                     | (1883-1884) | متحف الفن في سينسيناتي، سينسيناتي، أوهايو.     | Arrangement in Pink, Red and Purple                              |
| صورة لويسلر بالقبعة                                     | (1858)      |                                                | Portrait of Whistler with Hat                                    |
| أميرة من أرض الخزف (الوردي والفضي)                      | (1863-1865) | المعرض الوطني للفنون (واشنطن)                  | The Princess from the Land of Porcelain                          |
| الموسيقى الهادئة، تشيلسي (الأزرق والفضي)                | (1871)      | تيت غاليري، لندن                               | Nocturne: Blue and Silver – Chelsea                              |
| الموسيقى الهادئة، جسر باترسي القديم (الأزرق والذهبي)    | (1875-1872) | تيت بريطانيا، لندن                             | Nocturne: Blue and Gold – Old Battersea Bridge                   |
| صورة لتوماس كارلايل (الترتيب في الرمادي والأسود، رقم 2) | (1873)      | معرض فنون كيلفينغروف ومتحف في غلاسكو، اسكتلندا | Arrangement in Grey and Black, No. 2: Portrait of Thomas Carlyle |
| الموسيقى الهادئة، سقوط السهم الناري (الأسود والذهبي)    | (1875)      | معهد ديترويت للفنون، ديترويت                   | Nocturne in Black and Gold – The Falling Rocket                  |
| صورة. السيدة موكس                                       | (1881)      | جامعة غلاسكو، اسكتلندا                         | Portrait of Lady Meux                                            |
| أم اللؤلؤ والفضة: الأندلسية                             | (1888-1900) | المعرض الوطني للفنون (واشنطن)                  | Mother of Pearl and Silver: The Andalusian                       |

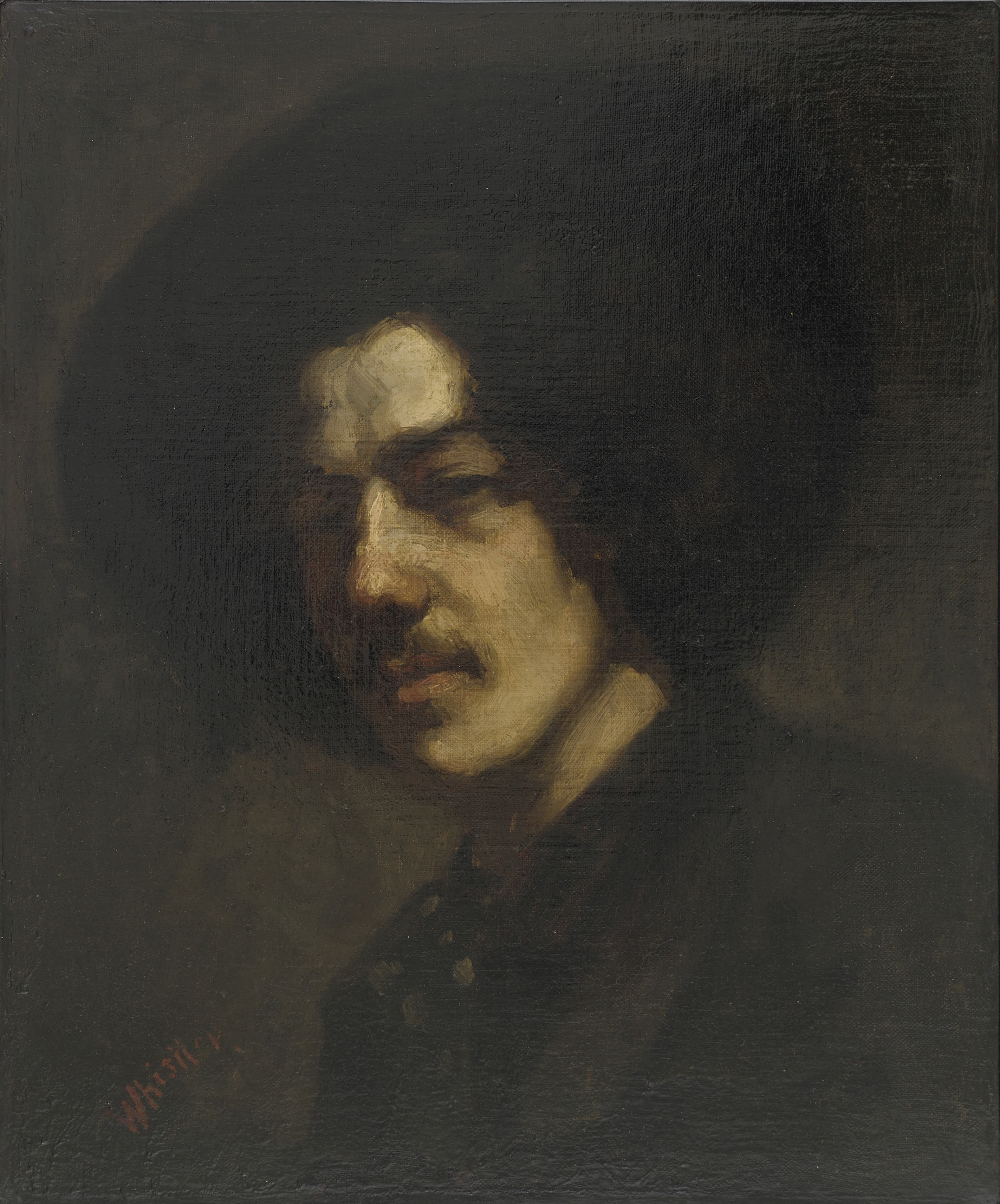
بورتريه لويسلر بالقبعة (1858).
سيمفونية بالأبيض رقم 1 (1861)، المعرض الوطني للفنون (واشنطن).
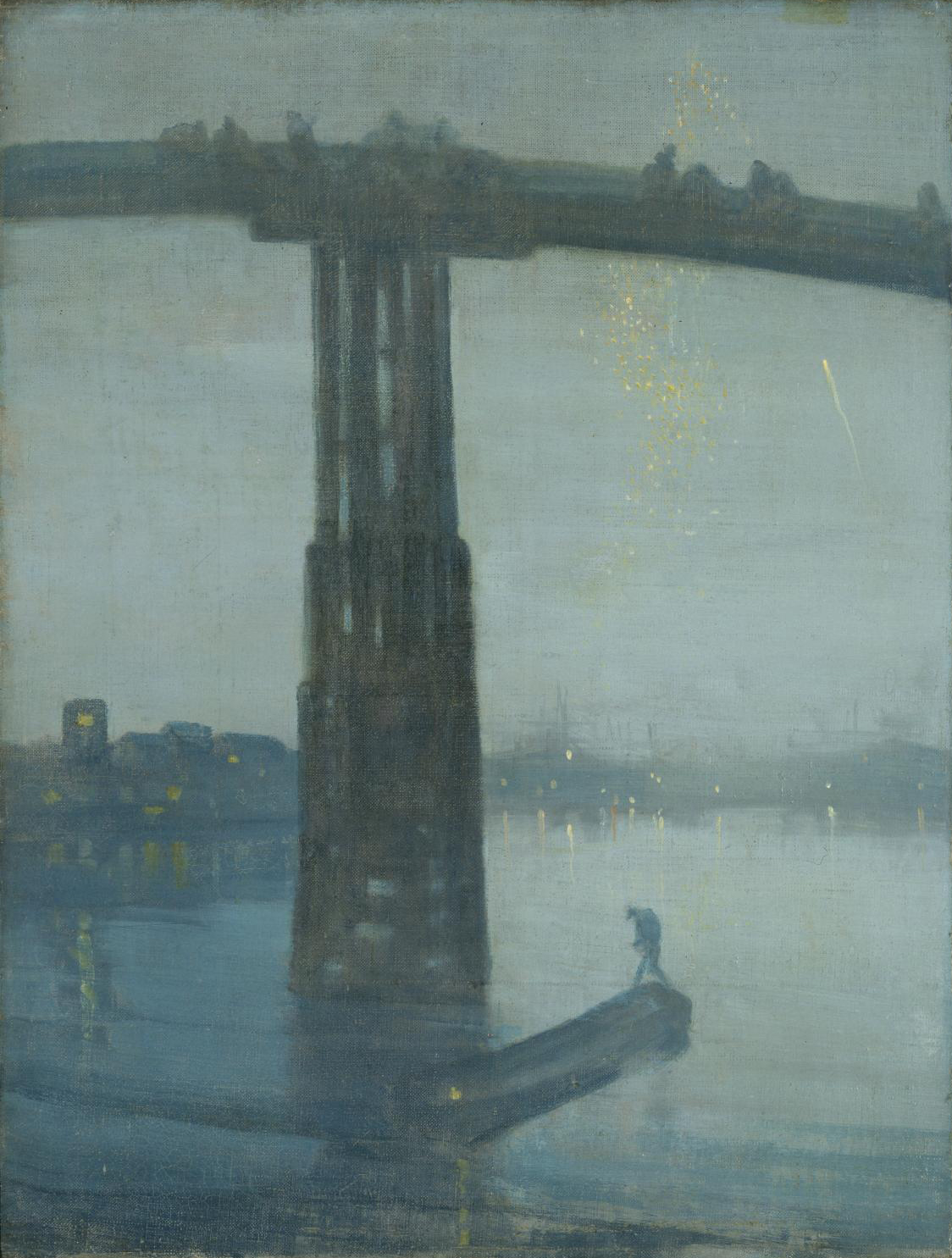
الموسيقى الهادئة: الأزرق والذهب - جسر باترسي القديم (1875-1872)، تيت بريطانيا، لندن.
والدة ويسلر (الترتيب في الرمادي والأسود)، 1871 - متحف أورسيه، باريس.
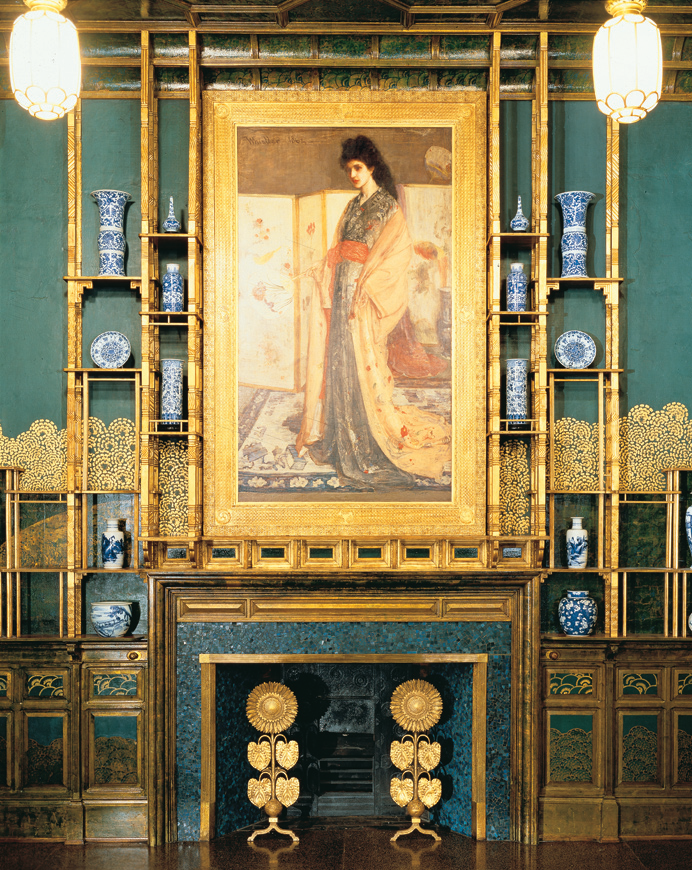
انسجام الأزرق والذهبي: غرفة الطاووس (1876-1877)، المعرض الوطني للفنون (واشنطن).
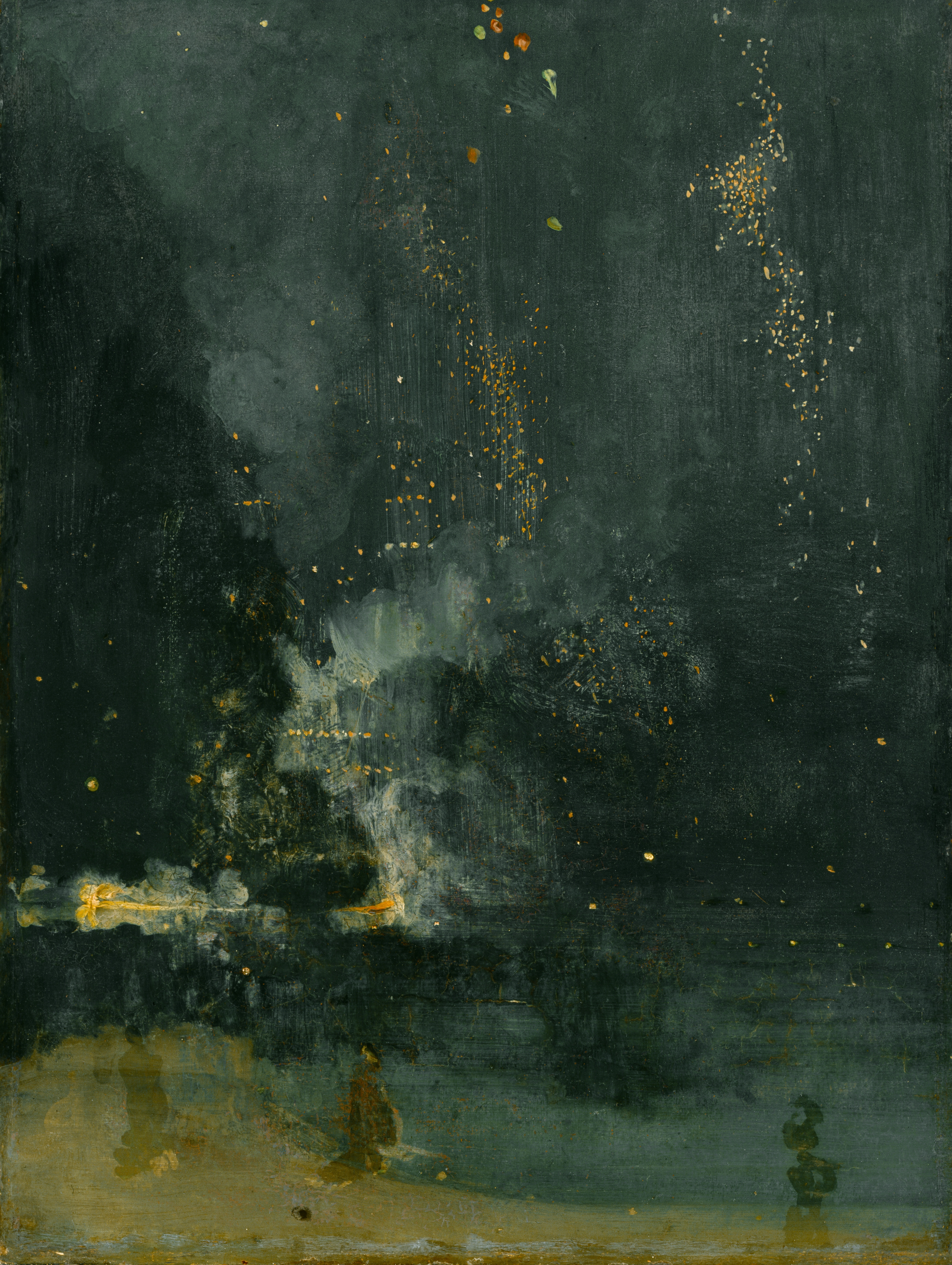
الموسيقى الهادئة (الأسود والذهبي)، سقوط السهم الناري، (1875)، معهد ديترويت للفنون، ديترويت.
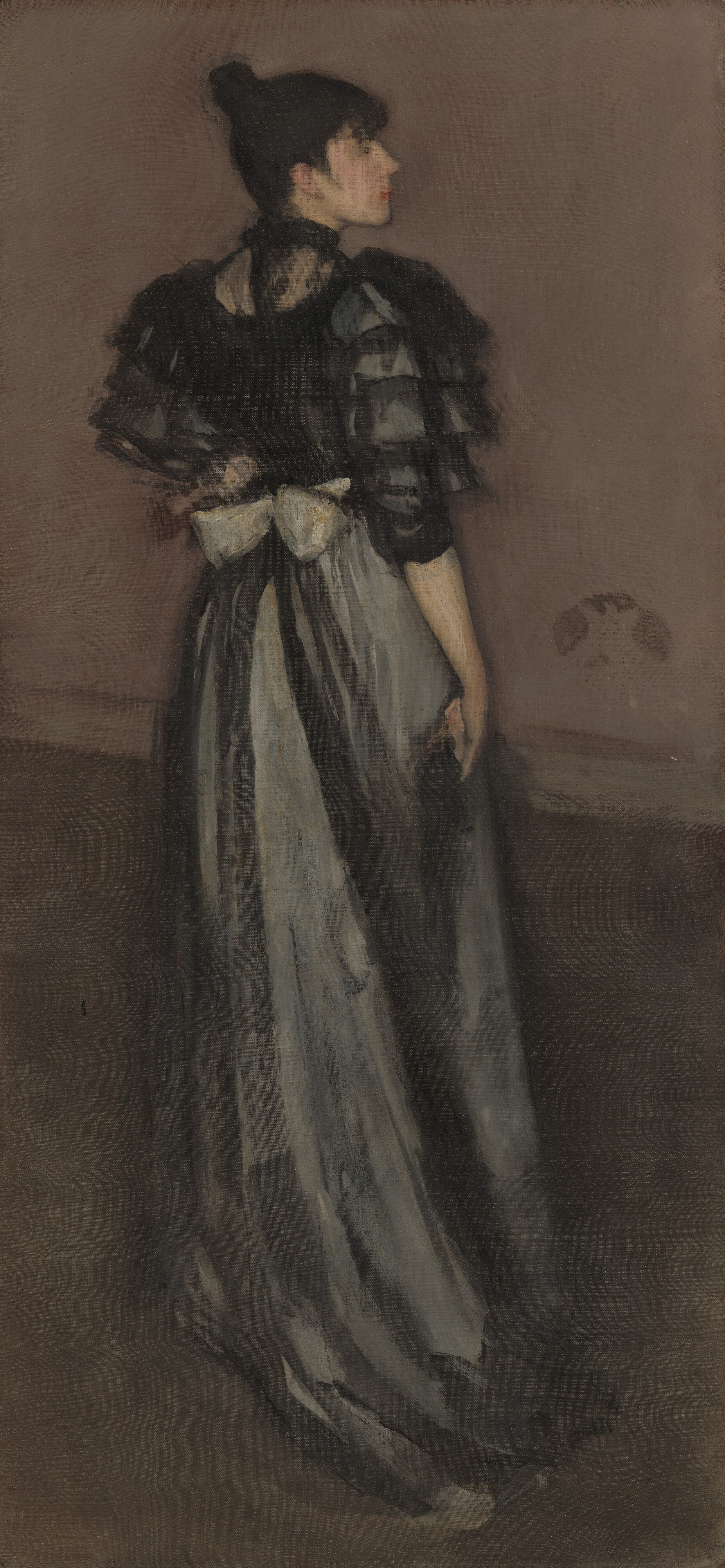
أم اللؤلؤ والفضة: الأندلسية (1888-1900)، المعرض الوطني للفنون (واشنطن).
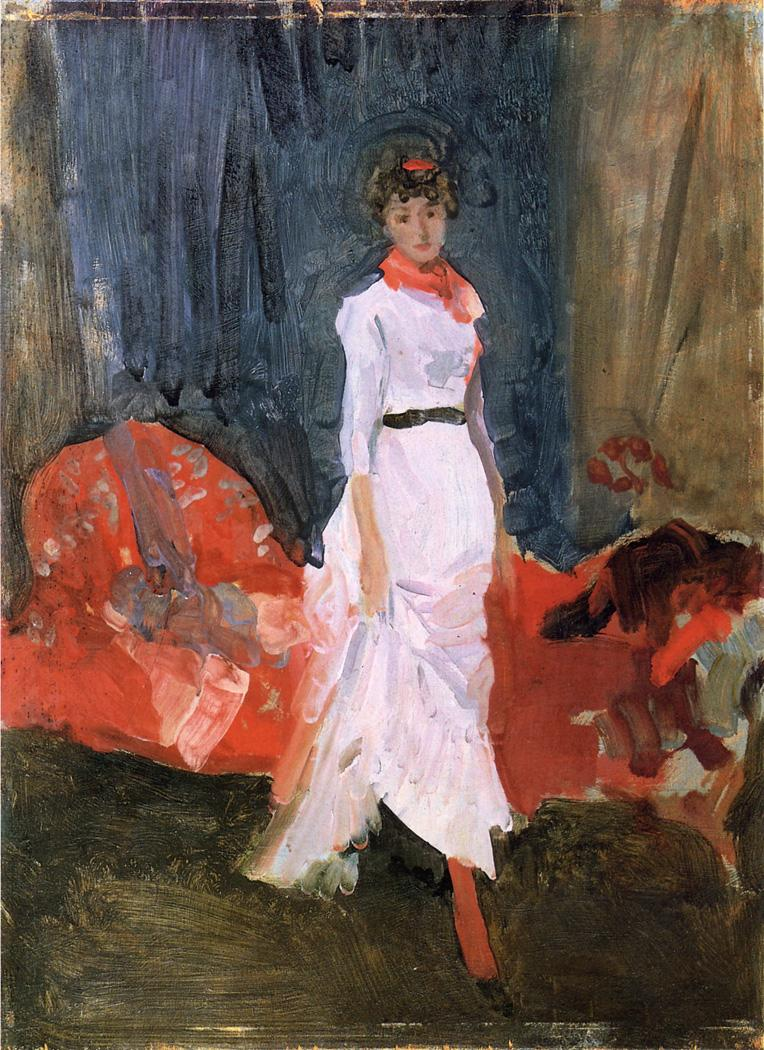
الترتيب في الوردي والأحمر والبنفسجي (1883-1884)، متحف الفن في سينسيناتي، سينسيناتي، أوهايو.
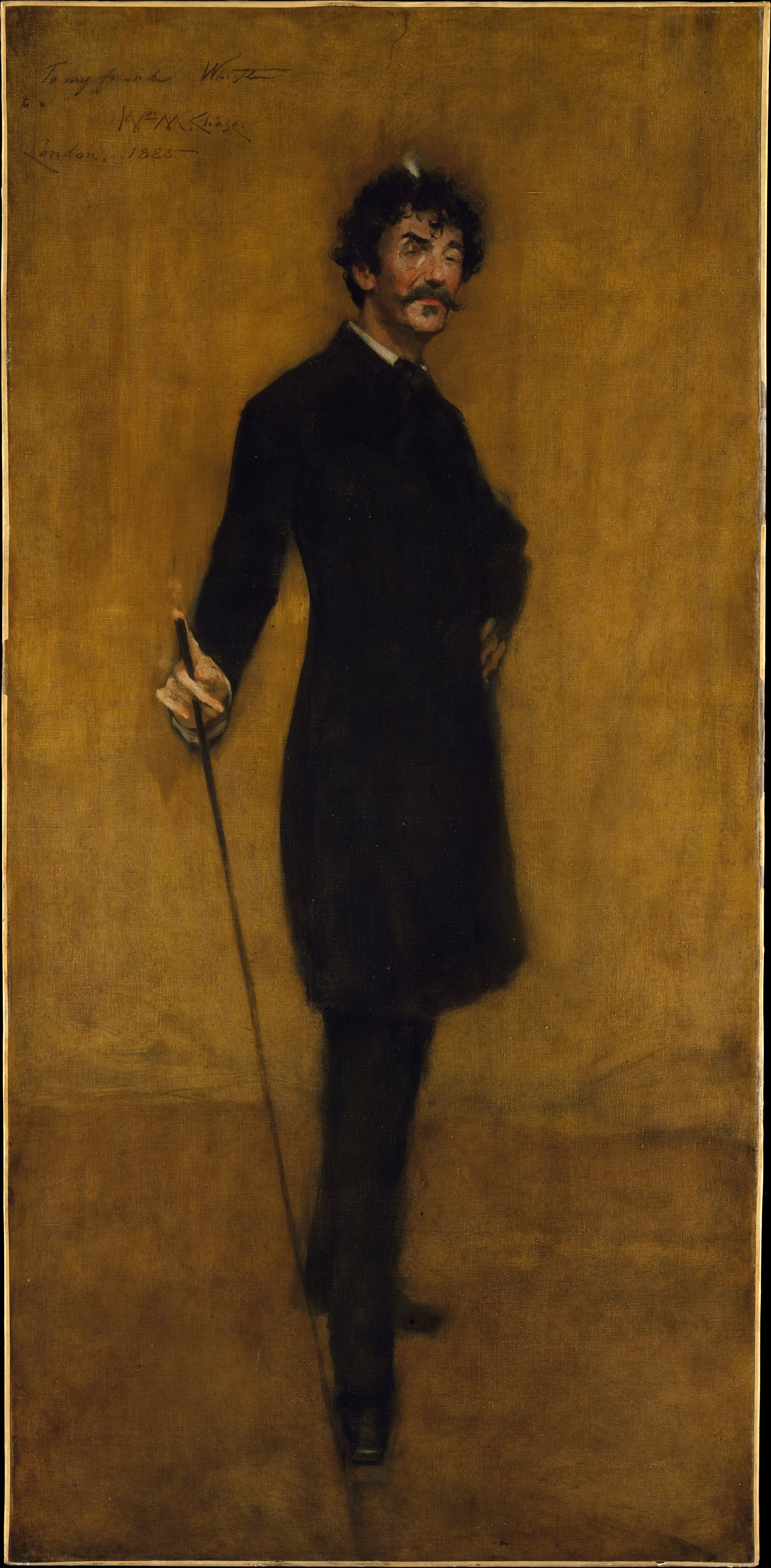
ويسلر، 1885.
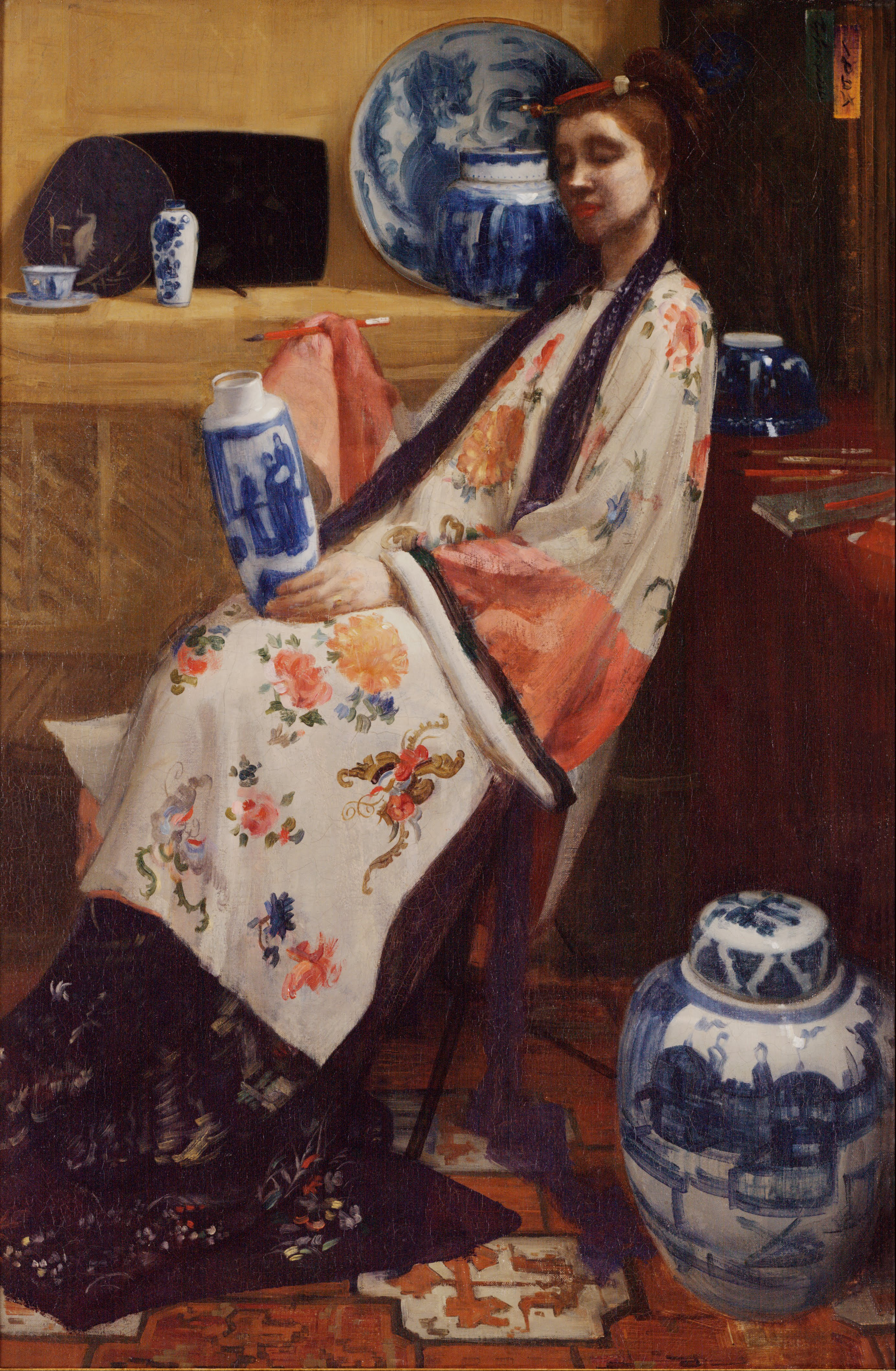
الترتيب في الوردي والبنفسجي، 1864.
غرفة الطاووس (1876-1877)، المعرض الوطني للفنون (واشنطن).
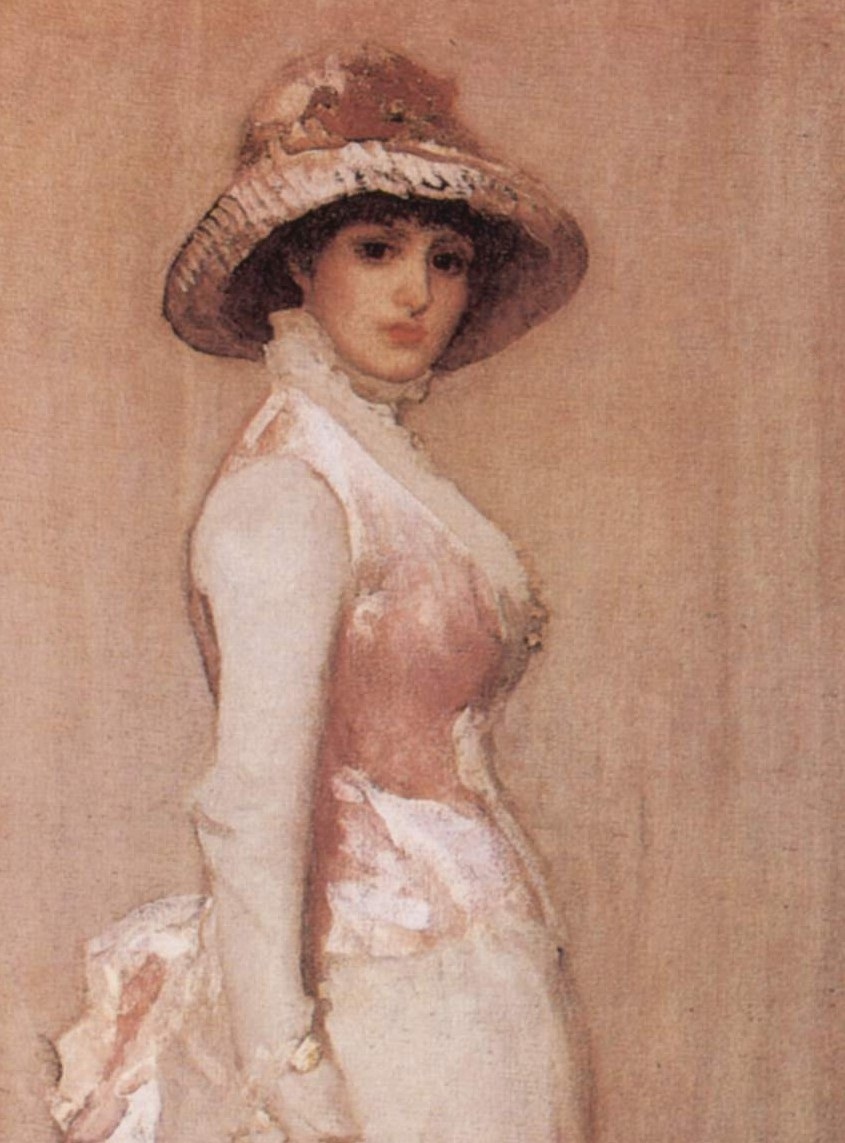
تجانس الوردي والرمادي، بورتريه زيت على قماش، 1881.
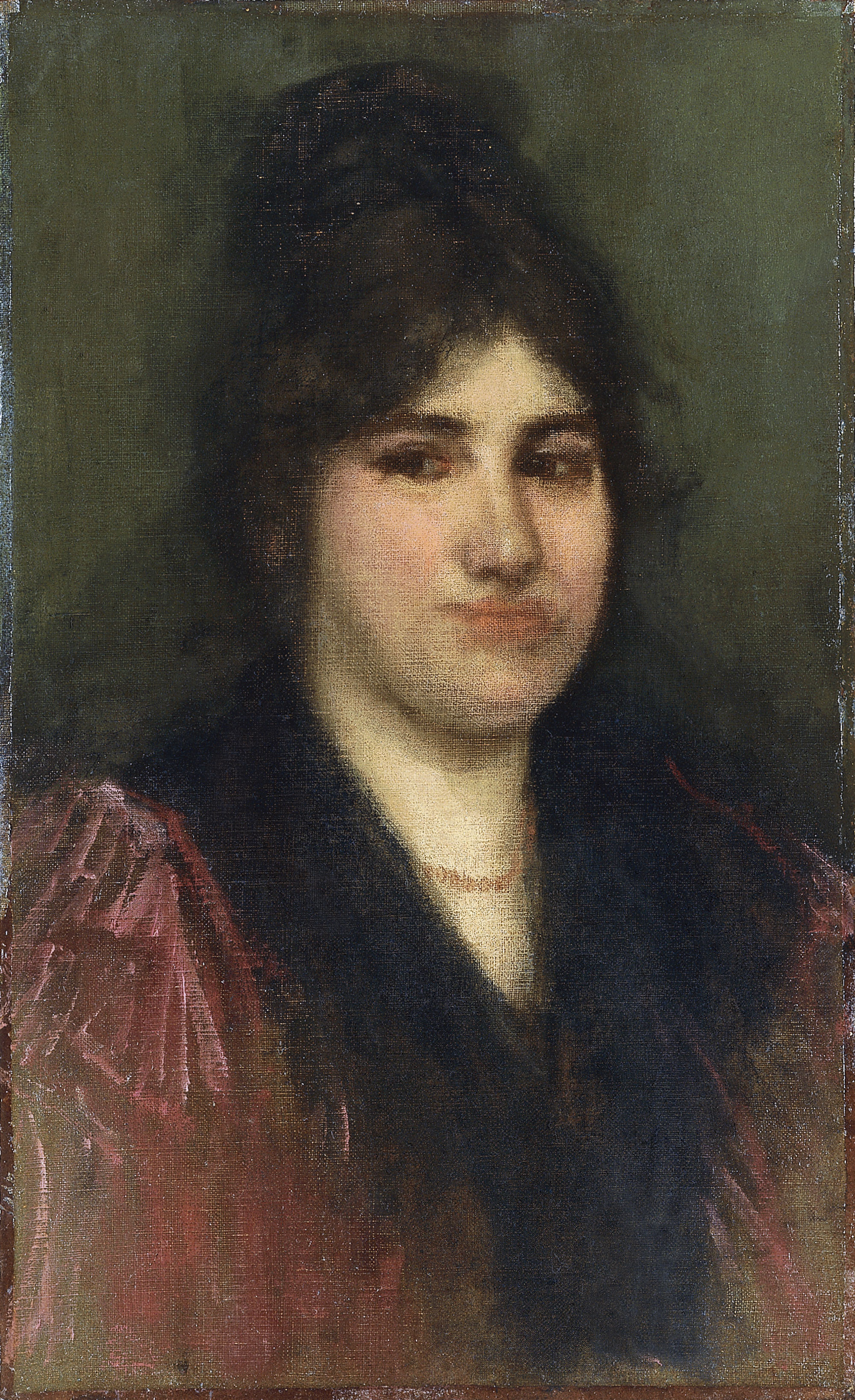
الوردي الداكن، 1897.
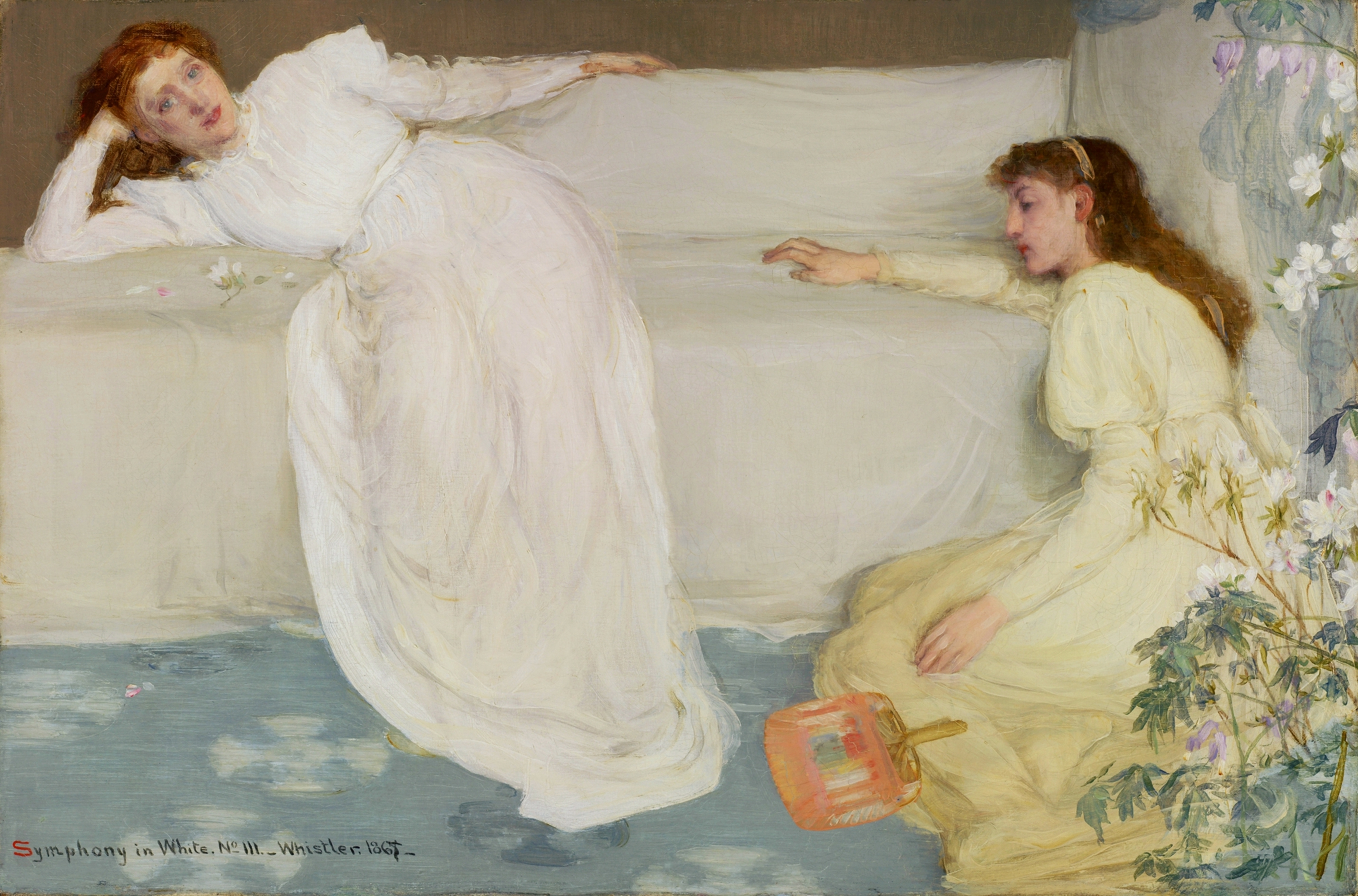
سيمفونية بالأبيض رقم 3، (1867-1865)، معهد باربر للفنون الجميلة، برمنغهام.
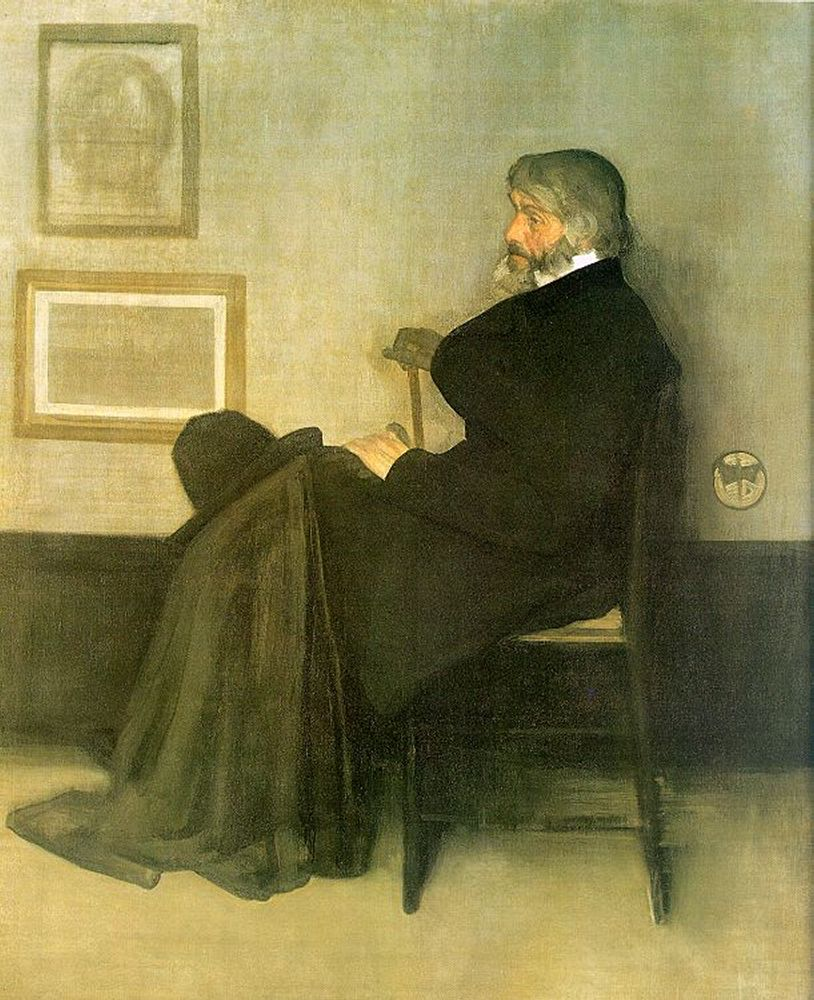
الترتيب في الرمادي والأسود، 1873.

## انظر أيضًا

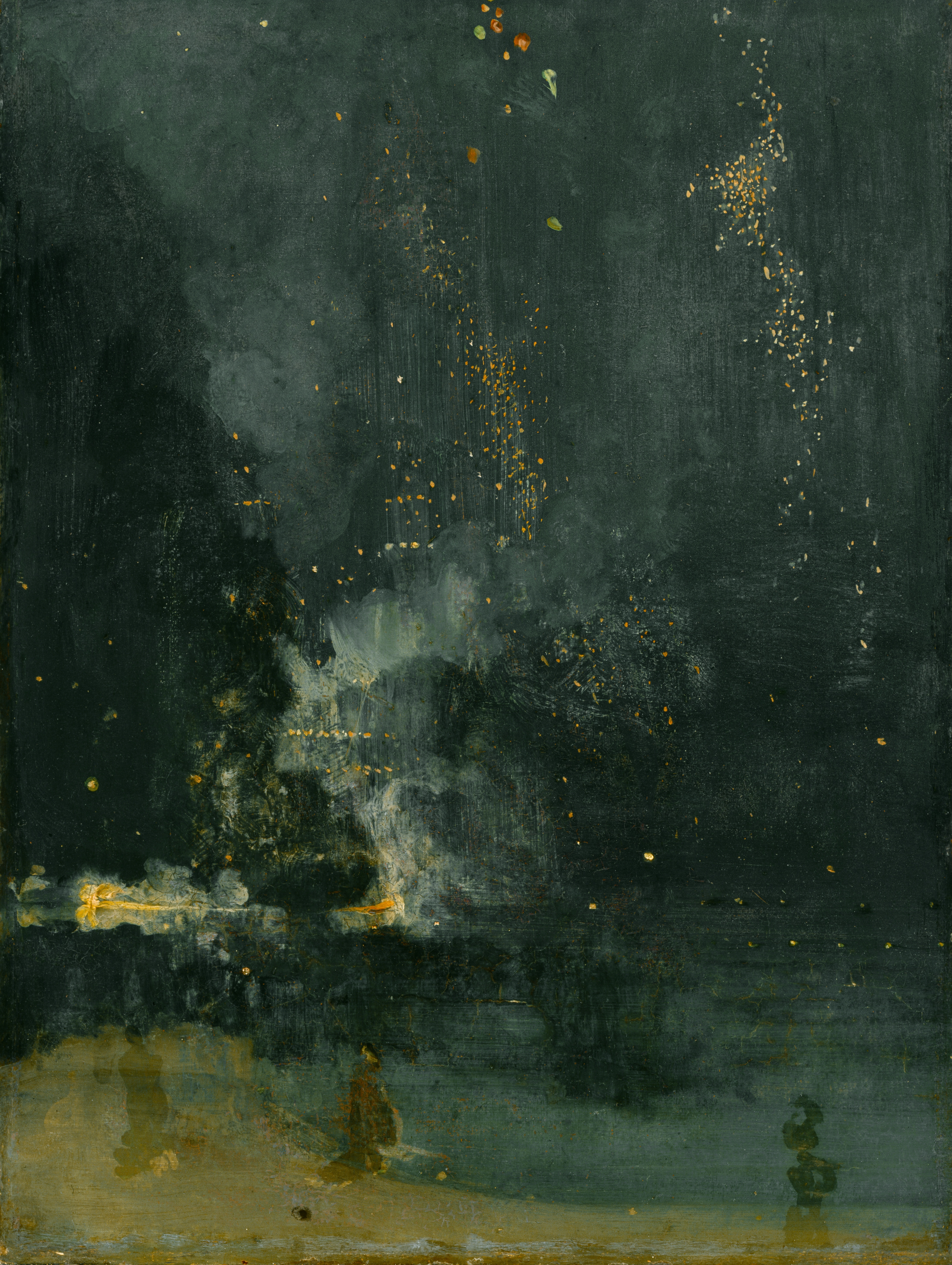
الموسيقى الهادئة (الأسود والذهبي)، سقوط السهم الناري، (1875)، معهد ديترويت للفنون، ديترويت.

### كتب
جدول يوضح مؤلفات واصدارات الرسام ويسلر الأدبية:
| أسم الكتاب        | التاريخ | الناشر | الأسم بالإنجليزي                 |
| فن اكتساب الأعداء | (1890)  |        | The Gentle Art Of Making Enemies |

## معارضات وانتقادات

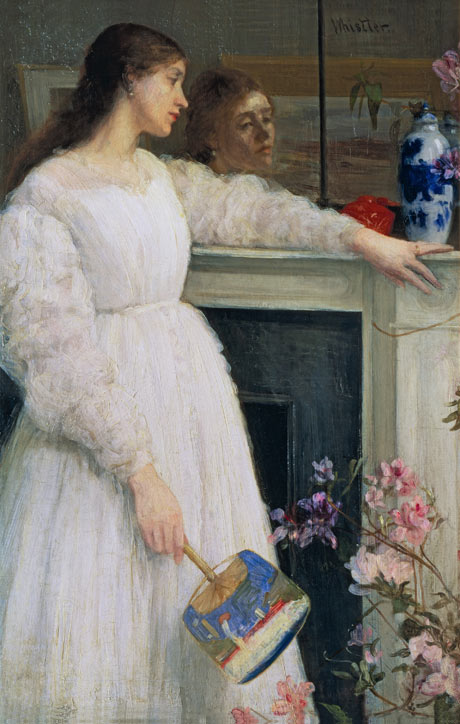
لوحة «سيمفونية بالأبيض» رقم 2، من أعمال ويسلر.

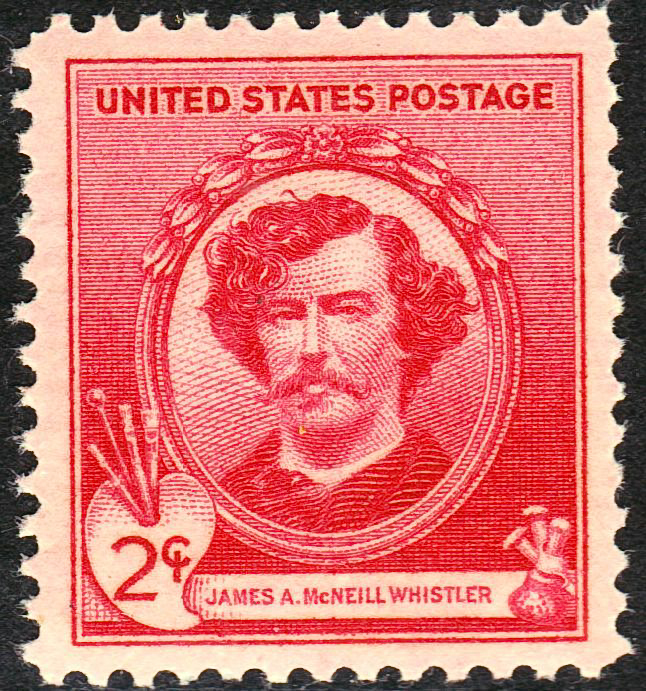
طابع بريد تكريماً لويسلر إصدر عام 1940

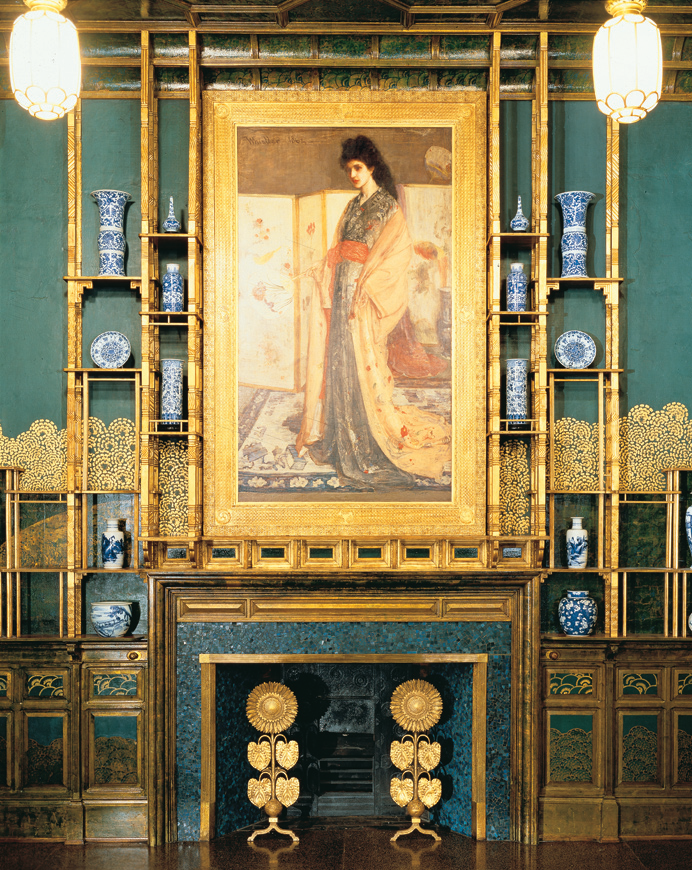
تزيين غرفة الطاؤوس في أحد قصور ليفربول من قبل ويسلر، صارت هذه الغرفة في عام 1919 صالة عرض حرة للفن

عارض ويسلر أفكار أوسكار وايلد عام 1888 في لندن، وقد أحدثت هذه المعارضة ضجة كبيرة. تزوج ويسلر بـ بياتريكس غودوين وأمضى معها زمناً في باريس، وانضم الاثنان إلى حركة اليساريين فيها. توفيت زوجته غودوين عام 1896، فأحاق به القلق والضجر في سنواته الأخيرة. فقد واجه ويسلر في آخر حياته مشكلات عدة لأنه لم يجار ما استجد في الفن وما طرأ على الذوق الجمالي العام من تغيرات واثقاً كل الثقة بنفسه وبفنه.
عاد الاهتمام بفن ويسلر، وراح النقاد ومؤرخو الفن في بداية القرن العشرين يعيدون النظر في أعماله، فوضعه بعضهم في مقدمة فناني زمانه، ولكن ذلك التقدير لم يدم طويلاً إذ أخذت شهرته تتعرض من جديد للأخذ والرد، الأمر الذي أشعره بأن نجمه آخذ في الأفول، وبقي هكذا حتى فترة متأخرة حينما عاد إلى الظهور على ساحة الأحداث الفنّية وإلى موقع الاهتمام مرة ثانية.

## معرض الصور

بورتريه ويسلر في الأستوديو الخاص به، عام 1865.
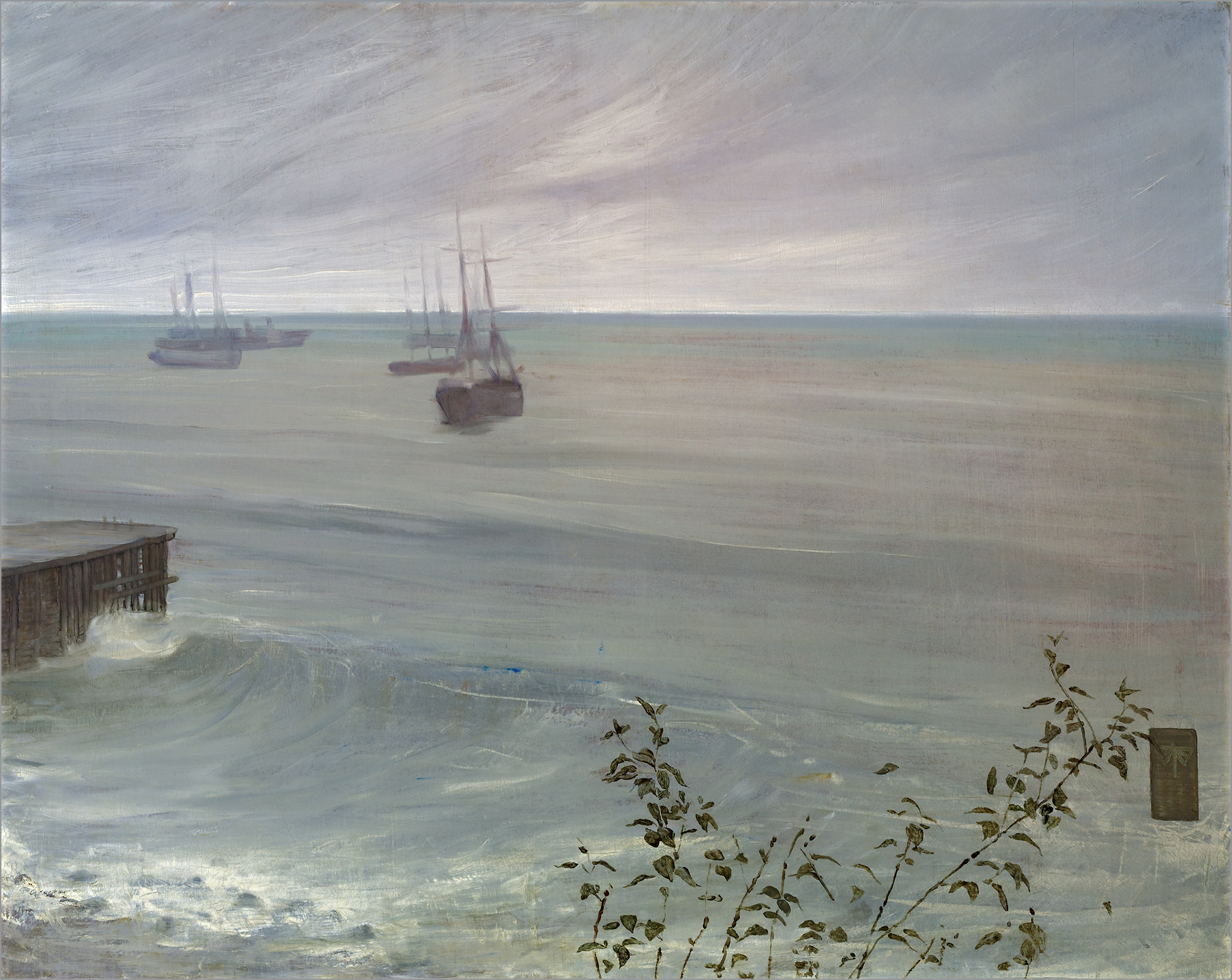
سيمفونية الرمادي والأخضر، المحيط، 1866.
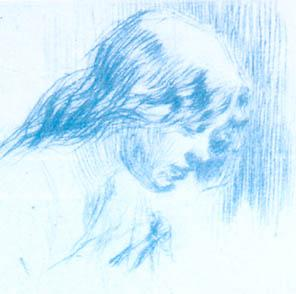
بورتريه بالازرق
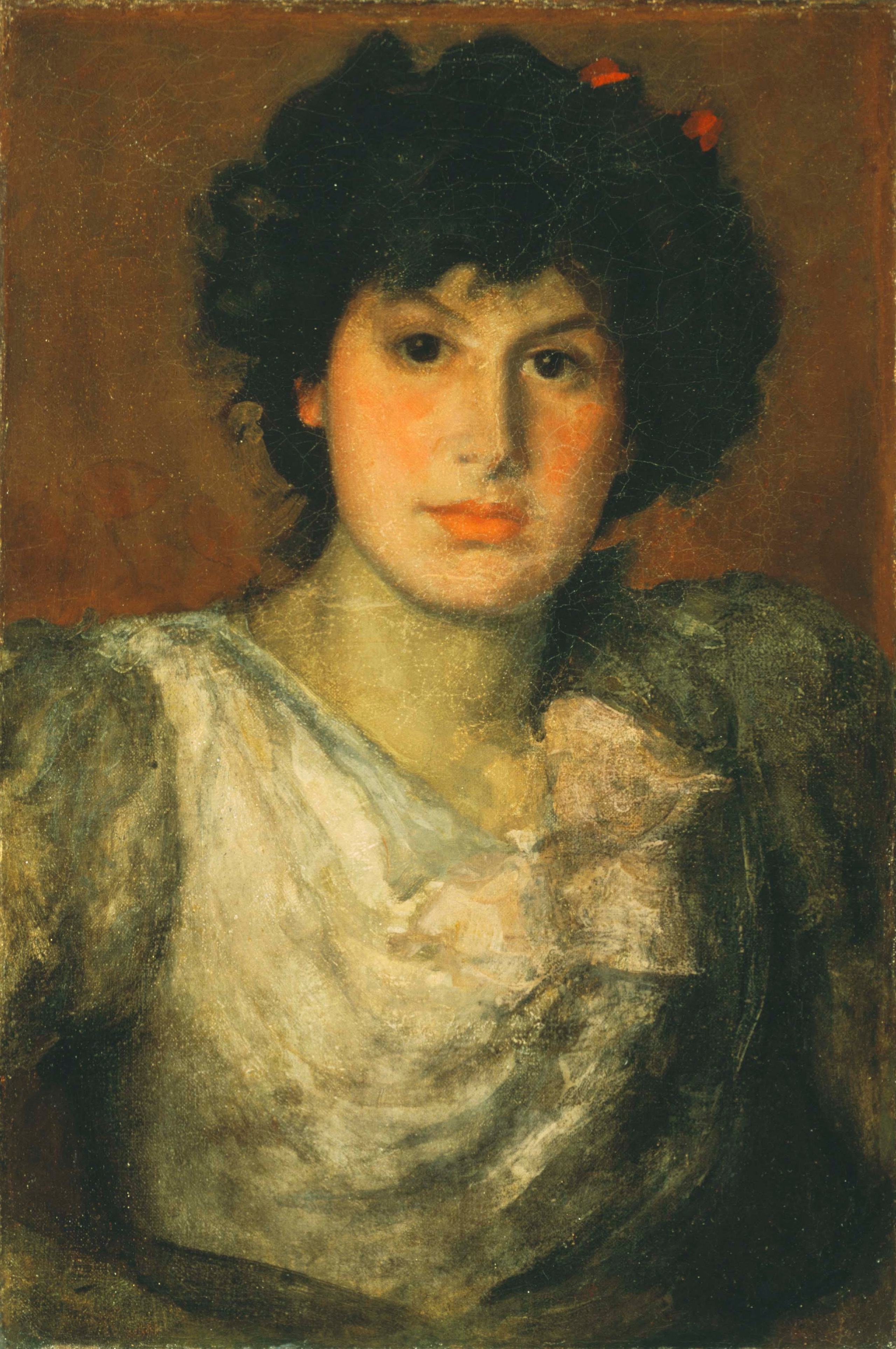
بورتريه الآنسة ليليان 1891-1890.
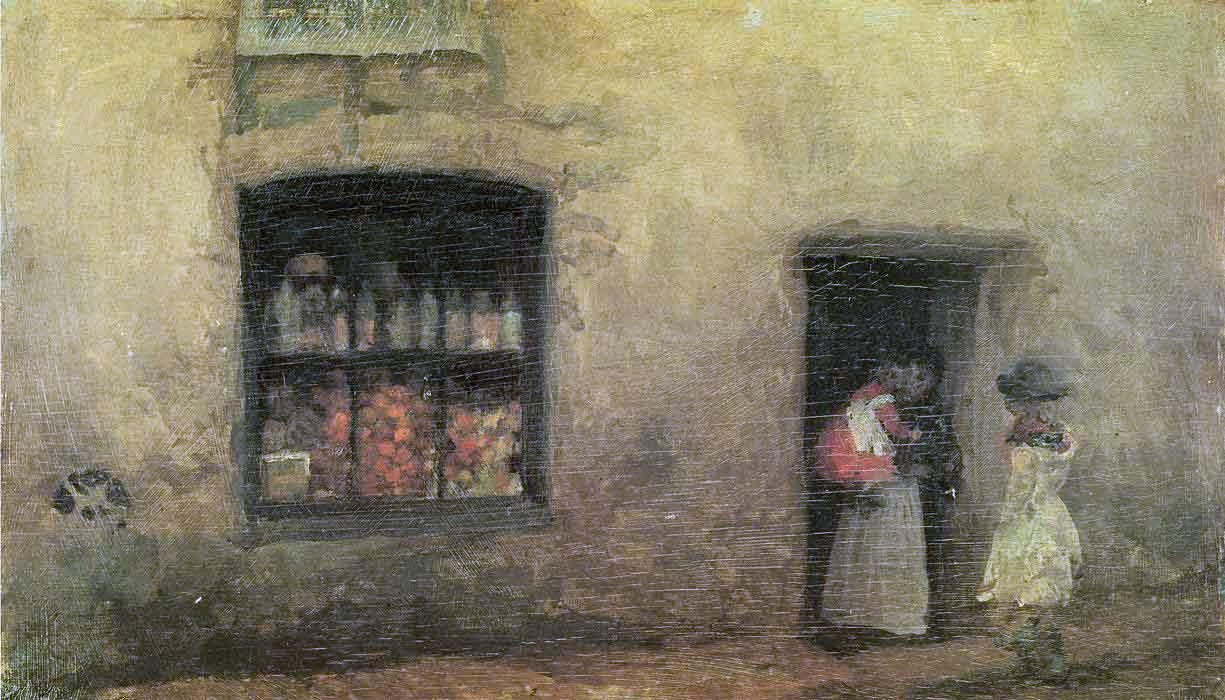
بورتريه ملاحظة البرتقالة، 1884.
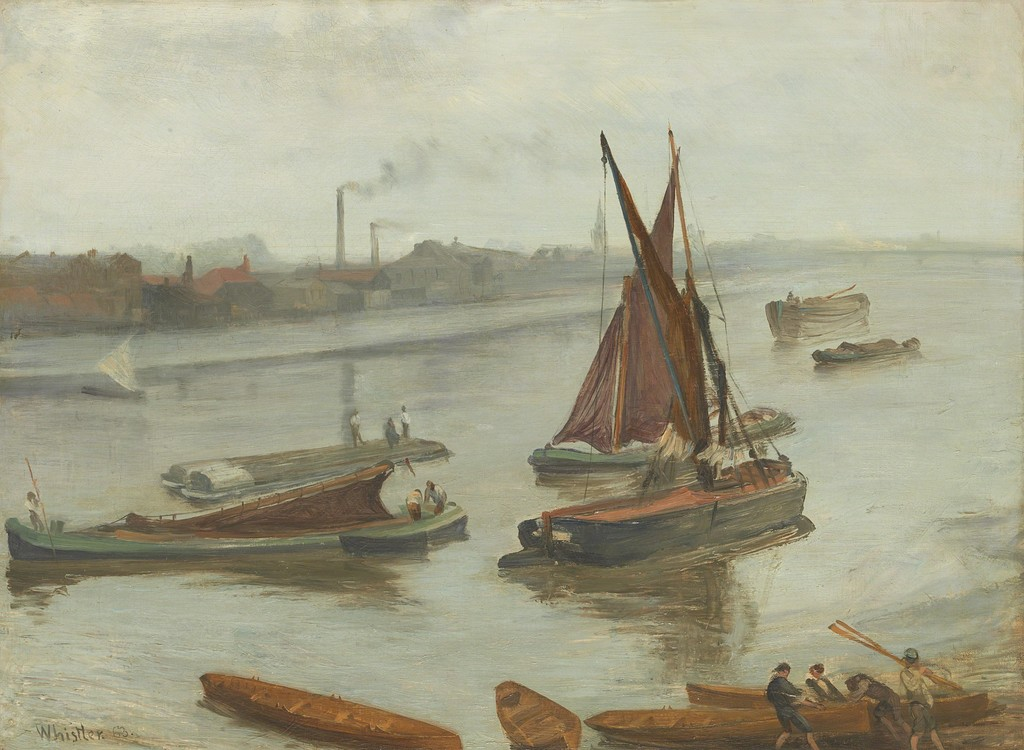
الرمادي والفضي: شاطي باترسي، 1863.
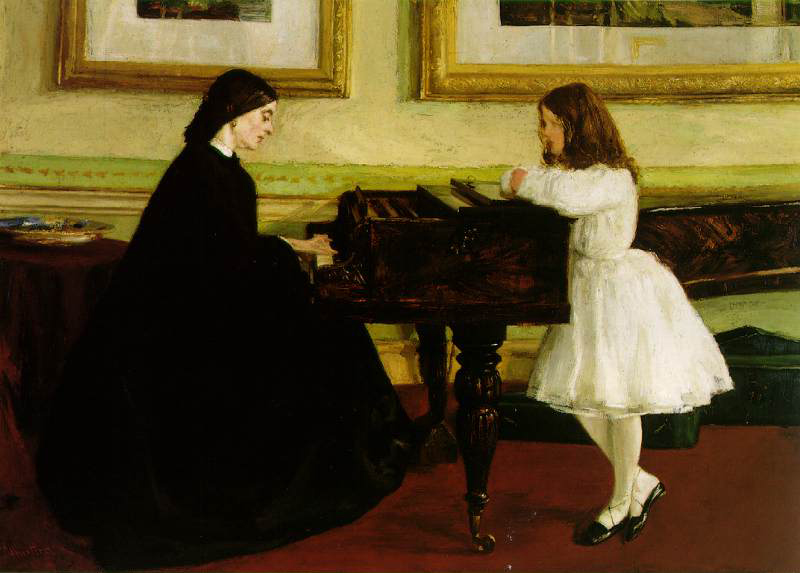
بيانو، (1858-1859).
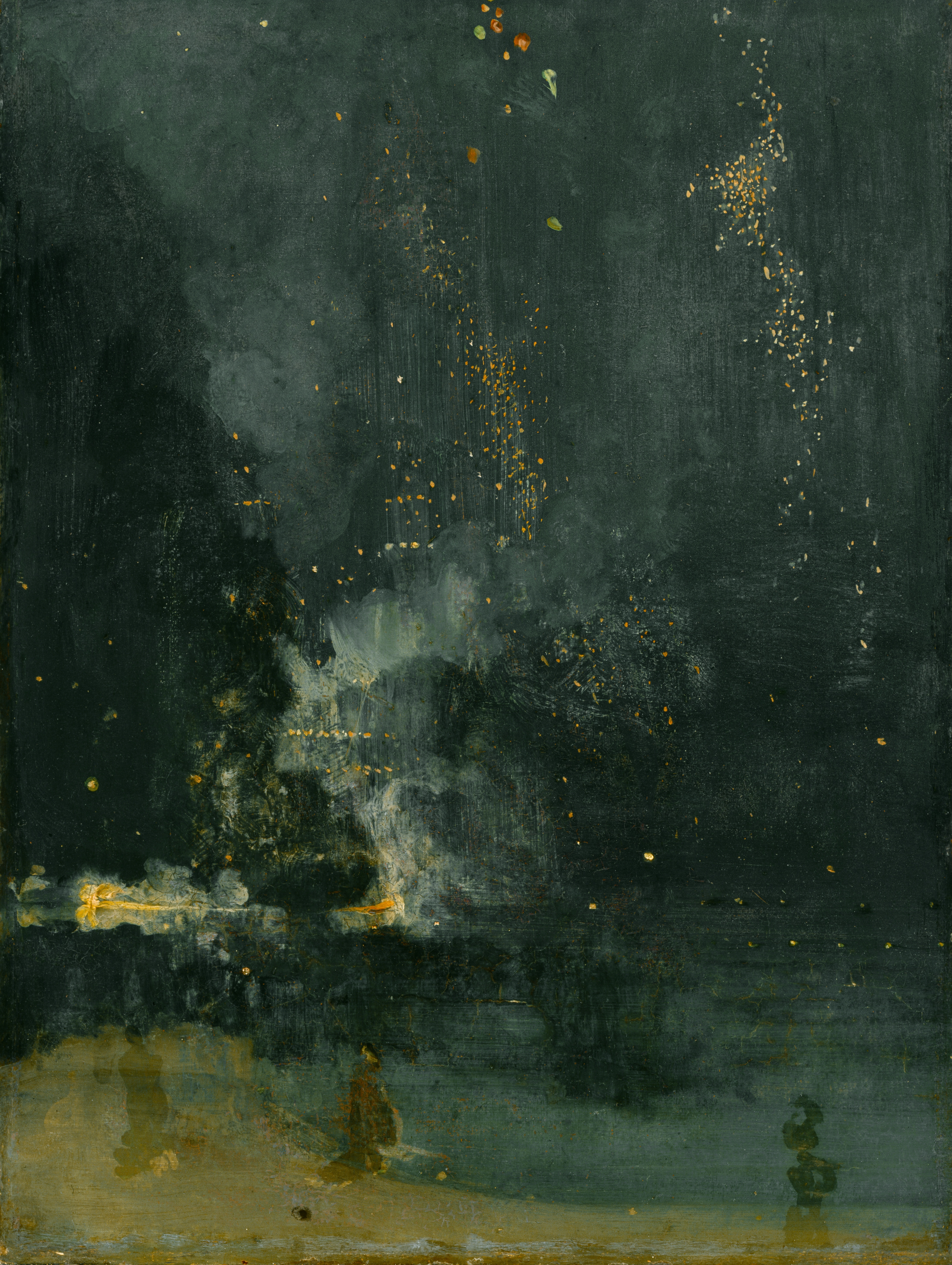
الموسيقى الهادئة (الأسود والذهبي)، سقوط السهم الناري، (1875)، معهد ديترويت للفنون، ديترويت.

## وصلات خارجية
- جيمس مكنيل ويسلر على موقع الموسوعة البريطانية (الإنجليزية)
- جيمس مكنيل ويسلر على موقع ميوزك برينز (الإنجليزية)
- جيمس مكنيل ويسلر على موقع إن إن دي بي (الإنجليزية)

- ويسلر (جيمس مكنيل) - الموسوعة العربية
- أعمال جيمس مكنيل ويسلر (إنجليزي)